# Hugh M. Rigney
Hugh McPheeters Rigney (* 31. Juli 1873 in Arthur, Moultrie County, Illinois; † 12. Oktober 1950 in Springfield, Illinois) war ein US-amerikanischer Politiker. Zwischen 1937 und 1939 vertrat er den Bundesstaat Illinois im US-Repräsentantenhaus.

## Werdegang
Hugh Rigney besuchte die öffentlichen Schulen seiner Heimat und absolvierte danach eine Lehre im Druckerhandwerk, in dem er später als Geselle arbeitete. Zwischen 1900 und 1925 war er Zeitungsherausgeber in seiner Heimatstadt Arthur. In den Jahren 1910 und 1911 war Rigney dort auch Stadtkämmerer; von 1910 bis 1916 gehörte er dem dortigen Schulausschuss an. Politisch schloss er sich der Demokratischen Partei an. Zwischen 1930 und 1934 sowie nochmals im Jahr 1942 fungierte er als deren Bezirksvorsitzender im Moultrie County. Von 1935 bis 1937 saß er als Abgeordneter im Repräsentantenhaus von Illinois.
Bei den Kongresswahlen des Jahres 1936 wurde Rigney im 19. Wahlbezirk von Illinois in das US-Repräsentantenhaus in Washington, D.C. gewählt, wo er am 3. Januar 1937 die Nachfolge von Donald C. Dobbins antrat. Da er im Jahr 1938 nicht bestätigt wurde, konnte er bis zum 3. Januar 1939 nur eine Legislaturperiode im Kongress absolvieren. Während dieser Zeit dort weitere New-Deal-Gesetze der Bundesregierung unter Präsident Franklin D. Roosevelt verabschiedet.
Zwischen 1939 und 1943 arbeitete Hugh Rigney in der Immobilienbranche. Seit dem 15. September 1943 war er im Büro des Secretary of State von Illinois angestellt. Dort verblieb er bis zu seinem Tod am 12. Oktober 1950.